# Club de Remo Urdaibai

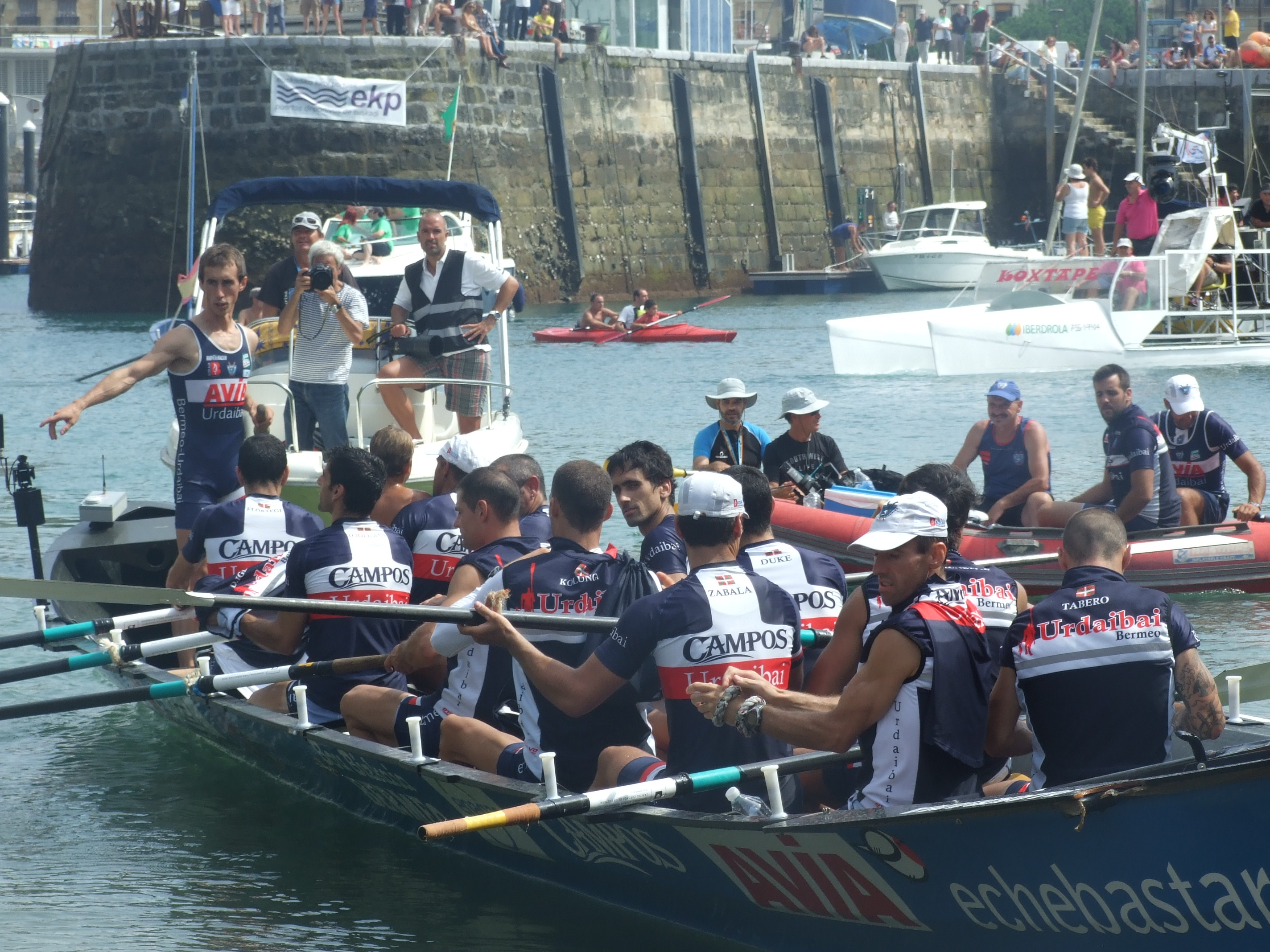
Urdaibai en la bandera de la Concha 2016.

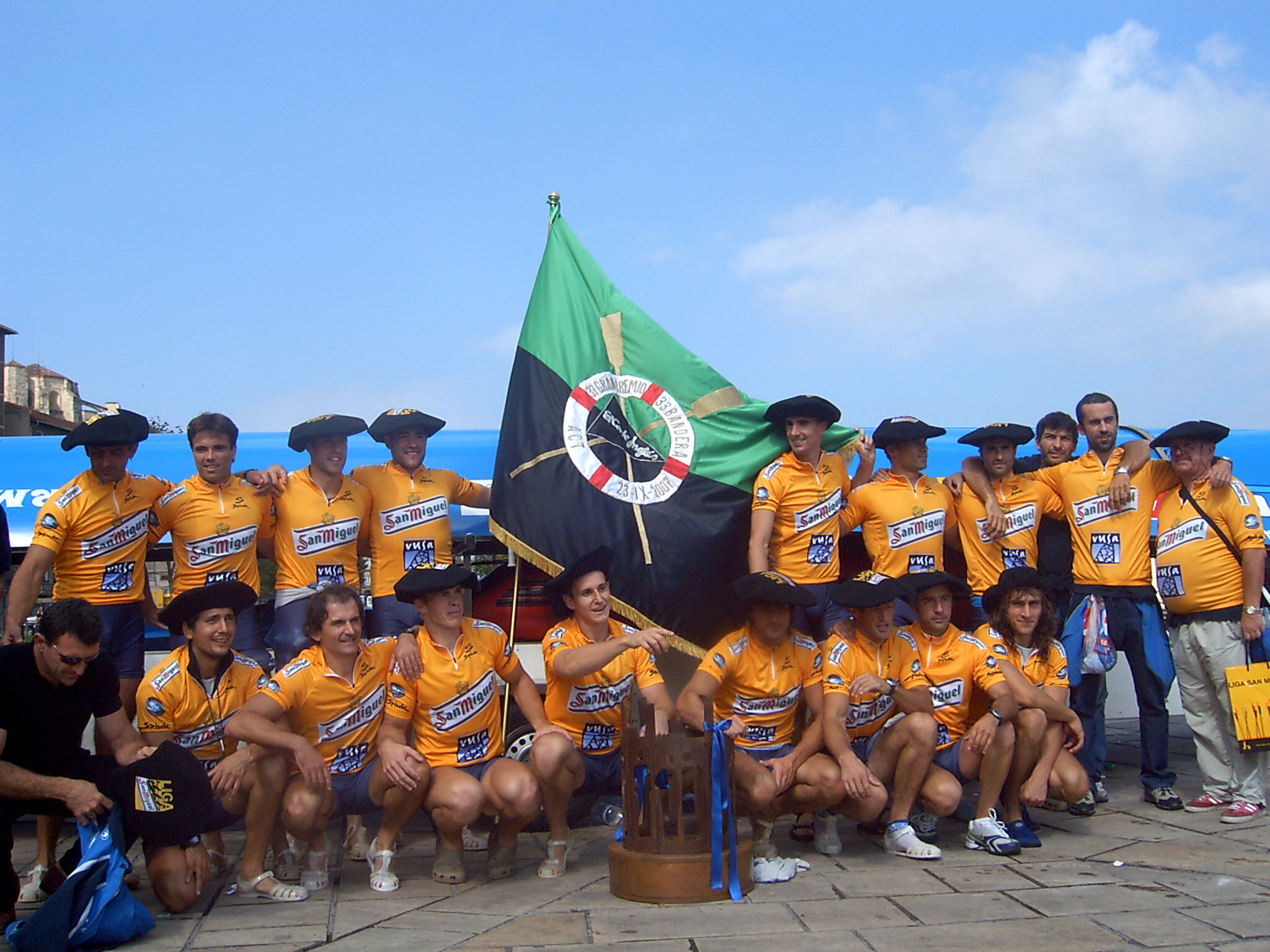
Urdaibai en Portugalete en 2007.

Club de Remo Urdaibai (en euskera y oficialmente, Urdaibai Arraun Elkartea) es un club de remo surgido de la fusión en 1992 del Club de Remo Elanchove, Club de Remo Mundaca y Club de Remo Bermeo. Actualmente, solo Bermeo continúa en esa unión, y por ello a Urdaibai se le conoce como Bermeo.
Participa en las distintas competiciones de traineras (entre ellas la Liga ACT) con el nombre de Urdaibai-Campos-Avia y su trainera se llama la Bou Bizkaia, y tanto ella como sus remeros visten de color azul.

## Palmarés
- 6 Ligas ACT (liga San Miguel): 2004, 2007, 2008, 2010, 2016 y 2017
- 4 Campeonatos de España de Traineras: 2007, 2014, 2015 y 2017.
- 7 Banderas de La Concha: 2010, 2011,  2014, 2015 , 2016, 2022 y 2023
- 1 Bandera de Santander: 2002 y 2011.
- 7 Campeonatos del País Vasco de traineras: 2007, 2008, 2011, 2014, 2015,2017 y 2023
- 10 Campeonatos de Vizcaya de traineras: 1999, 2001, 2002, 2003, 2004, 2007, 2008,  2014 , 2015 y 2016.
- 2 Banderas Petronor: 1999 y 2014.
- 3 Banderas de Elanchove: 2001, 2002 y 2004.
- 3 Banderas de Guecho: 1999, 2002 y 2010.
- 1 Bandera Basque Country (Cataluña): 2013.
- 1 Bandera de Portugalete: 1999.
- 1 Bandera de Pontejos: 1999.
- 1 Bandera de Santurce: 1999.
- 1 Bandera Villa de Bilbao: 2002.
- 1 Bandera Telefónica: 2004.
- 1 Bandera de Lequeitio: 2005.
- 2 Memorial Bilba: 2006 y 2011.
- 1 Bandera Puerto de Pasajes: 2006.
- 1 Bandera de Zarauz: 2007.
- 1 Memorial Andoni Zubiaga: 2007.
- 1 Bandera Marina de Cudeyo: 1999.
- 4 Banderas de Plencia: 1999, 2000, 2002 y 2007.
- 3 Banderas Flavióbriga: 2004, 2007 y 2008.
- 5 Banderas de Fuenterrabía: 2007, 2008, 2010, 2014, 2016
- 3 Banderas Marina de Cudeyo-Gran Premio Dynasol: 2007, 2008 y 2010.
- 1 Bandera de Laredo: 2007.
- 3 Bandera Inmobiliaria Orio: 2007, 2010, 2014
- 5 Banderas de Bermeo: 2007, 2008, 2010, 2013, 2016
- 3 Bandera de El Corte Inglés: 2007, 2010 y 2016
- 2 Banderas de Motrico2008 y 2010.
- 1 Bandera de Mundaca: 2008.
- 1 Bandera del Agua: 2008.
- 1 Bandera Rianxeira: 2008.
- 1 Bandera Cofradía de San Pedro: 2008.
- 1 Descenso de Fuenterrabía: 2009.
- 2 Memorial Julián Enrique: 2010, 2017
- 3 Descenso del Bidasoa: 2009, 2010 y 2011.
- 1 Descenso de San Pedro: 2010.
- 2 Bandera de Isuntza: 2010 y 2012.
- 2 Bandera de Zumaya: 2010 y 2011.
- 1 Regata Sprint Fundación Gizakia: 2010.

2 Bandera Iberdrola: 2010 y 2011.
1 Bandera El Astillero: 2010.
1 Descenso del Oria: 2011.
1 Bandera Castro Urdiales: 2011.
1 Bandera Valle de Camargo: 2011.
1 Bandeira de Moaña: 2011, 2012.
1 Regata Nocturna: 2012.
2 Regata de Zarauz: 2013, 2016

## Enlaces
- Web del club
- Ficha del club en la web de la Liga ACT

- Datos: Q2980120
- Multimedia: Urdaibai Arraun Elkartea / Q2980120